# Comuna Baldovinești, Olt
Baldovinești este o comună în județul Olt, Oltenia, România, formată din satele Baldovinești (reședința), Gubandru și Pietriș.

## Demografie
Componența etnică a comunei Baldovinești
     Români (93,17%)
     Alte etnii (0%)
     Necunoscută (6,83%)
Componența confesională a comunei Baldovinești
     Ortodocși (91,65%)
     Alte religii (1,41%)
     Necunoscută (6,94%)
Conform recensământului efectuat în 2021, populația comunei Baldovinești se ridică la 922 de locuitori, în scădere față de recensământul anterior din 2011, când fuseseră înregistrați 1.089 de locuitori. Majoritatea locuitorilor sunt români (93,17%), iar pentru 6,83% nu se cunoaște apartenența etnică. Din punct de vedere confesional, majoritatea locuitorilor sunt ortodocși (91,65%), iar pentru 6,94% nu se cunoaște apartenența confesională.

## Administrație
Comuna Baldovinești este administrată de un primar și un consiliu local compus din 9 consilieri. Primarul, Ion Enescu[*], de la Partidul Social Democrat, este în funcție din 1996. Începând cu alegerile locale din 2024, consiliul local are următoarea componență pe partide politice:
|  | Partid                          | Consilieri | Componența Consiliului | Componența Consiliului | Componența Consiliului | Componența Consiliului | Componența Consiliului | Componența Consiliului | Componența Consiliului |
|  | ------------------------------- | ---------- | ---------------------- | ---------------------- | ---------------------- | ---------------------- | ---------------------- | ---------------------- | ---------------------- |
|  | Partidul Social Democrat        | 7          |                        |                        |                        |                        |                        |                        |                        |
|  | Alianța pentru Unirea Românilor | 1          |                        |                        |                        |                        |                        |                        |                        |
|  | Forța Dreptei                   | 1          |                        |                        |                        |                        |                        |                        |                        |

Primarii comunei au fost:
| Nume       | De la         | Până la | Partid | Note |
| ---------- | ------------- | ------- | ------ | ---- |
| Ion Enescu | 20 iunie 1996 | prezent | PSD    |      |